# Ганієв Набі Ганієвич
Набі Ганієв (узб. Nabi G'aniyev; повне ім'я: Набі Ганієвич Ганієв; *15 вересня 1904, Ташкент, Російська імперія — 29 жовтня 1952, там же, Узбецька РСР) — узбецький кінорежисер і кіноактор; Заслужений діяч мистецтв Узбецької РСР (1944); один із зачинателів узбецького кінематографу на «Узбекфільмі».

## З біографії та творчості
Набі Ганієвич Ганієв народився 15 вересня 1904 року в Ташкенті.
Готувався стати художником. Після від'їзду до Москви 1925 року закінчив ВХУТЕМАС (роки навчання — 1921—25), і назавжди пов'язав свою долю з кінематографом — спочатку як актор, а потім як режисер. Незабаром са́ме Н. Г. Ганієв був призначений директором новоствореної кіностудії «Узбекфільм» (спершу Держкіно Узбекистану).
Чітко усвідомлюючи своїм головним завданням створення національних кадрів-узбецьких кінематографістів, Набі Ганієв виступає як пропагандист молодого мистецтва, всіма силами намагається залучити на студію талановиту молодь. Саме для них Ганієв пише узбецькою мовою 2 книжки — «Кіносценарій» і «Кіноактор».
Набі Ганієв брав участь у створенні практично кожного узбецького фільму 1926—29 років — як актор, виконуючи ролі і передових узбецьких юнаків-комсомольців, так і невдах, що тримаються старих віджилих звичаїв, та як консультант з побуту, але найчастіше — як асистент або помічник режисера.
У 1931 році Ганієв ставить свій перший художній фільм — «Підйом».
У наступних своїх фільмах — «Рамазан» (1932), «Егіт» (1935) — Набі Ганієв звертається до головної теми всього радянського мистецтва тих років — перетворенню вчорашнього раба під впливом революційних подій на активного господаря свого життя. Цю тему він вирішує на національному матеріалі, наполегливо шукаючи риси, характерні са́ме для дійсності і людей радянського Узбекистану.
Першому узбецькому режисерові доводилося долати цілий ряд труднощів — творчих, технічних, організаційних. Дуже погано було з виконавцями ролей. Професійних узбецьких кіноакторів ще не було. Після довгих пошуків йому найчастіше доводилося запрошувати або приїжджих акторів, мало знайомих з побутом, життям героїв, роль яких вони повинні були грати, або ж колгоспників, активістів фабрик і заводів, багато з яких ніколи не бачили фільмів. Найбільші труднощі були пов'язані з пошуками виконавиць жіночих ролей. Оскільки всяке зображення людини заборонялося ісламом, духовенство повставало проти кінематографа і кінематографістів, обіцяючи всілякі біди відступникам. Особливо люто релігійні фанатики нападали на актрис-узбечок, які подавали «поганий» взірець — перед кінокамерою і на сцені скидали паранджу (одна з перших узбецьких актрис Нурхон навіть загинула від руки нелюда 1929 року).
Наприкінці 1920-х років Ганієв зібрав цінний фольклорний матеріал, на основі якого він хотів створити фільм про життя народного месника Намаз-угрі. Режисер також тривалий час виношував ідею про екранізацію героїчного епосу «Алпамиш». Цим задумам не судилося здійснитися. Однак матеріали про Намаз-угрі були використані у фільмі «Пригоди Насреддіна», поставленому Ганієвим відразу ж по війні.
У 1935 році рішенням ЦК ВКП(б) Набі Ганієв був усунутий від режисерської роботи аж до початку ІІ Світової війни, з визначенням, що його діяльність не вселяє довіри.
У воєнні роки доля звела Ганієва з Протазановим. У спільній роботі з ним фольклор органічно увійшов у творчість Ганієва. І декілька років потому він створив другий фільм про героя народів Сходу Насреддіна — кінокомедію «Пригоди Насреддіна». Робота над стрічкою привернула увагу Ганієва до комедійного жанру. Незабаром він написав кіносценарій комедійного фільму «Теша і Міша», проте хвороба перешкодила йому здійснити постановку.
У перше післявоєнне десятиліття узбецьке кіномистецтво зазнавало серйозні труднощі. Виробнича діяльність узбецької кіностудії різко скоротилася. Але Ганієв умів з однаковим творчим інтересом працювати як над повнометражними художніми фільмами, так і над невеликими документальними сюжетами, призначеними для кіножурналів. У цей час він писав кіносценарії, брав активну участь у створенні документальних стрічок. 1948 року на широкі екрани вийшов фільм «Дочка Фергани», в якому Ганієв розповів про трудові будні хліборобів-механізаторів.
Від 1944 року Набі Ганієв — Заслужений діяч мистецтв Узбецької РСР.
У 1945 році Н. Г. Ганієв зняв одну з найвідоміших своїх стрічок — «Тахір і Зухра» (за узбецькою народною легендою).
Кінорежисера не стало 29 жовтня 1952 року. Ганієв похований у Ташкенті, на проспекті Фарабі.
У 1965 році ім'я Набі Ганієва присвоєно Ташкентського кінотехнікуму.

## Фільмографія[1]
акторські роботи:
- 1933 — «Колодязь смерті»;
- 1928 — «Прокажена» (короткометражний);
- 1928 — «Критий фургон»;
- 1927 — «Шакали Равата»;
- 1927 — «Друга дружина».

Режисерські роботи:
- 1948 — «Дочка Фергани»;
- 1946 — «Пригоди Насреддіна»;
- 1945 — «Тахір і Зухра»;
- 1943 — «Насреддін у Бухарі»;
- 1941 — «Відважні друзі» (короткометражний);
- 1935 — «Джигіт»;
- 1933 — «Рамазан»;
- 1932 — «Дивна річ»;
- 1931 — «Підйом».

Сценаристська робота:
- 1948 — «Дочка Фергани».

## Виноски
1. ↑  Фільмографія Н. Г. Ганієва [Архівовано 7 березня 2016 у Wayback Machine.] на Набі Ганієв на www.kino-teatr.ru [Архівовано 28 квітня 2009 у Wayback Machine.] (рос.)